# Daniel Ramasco

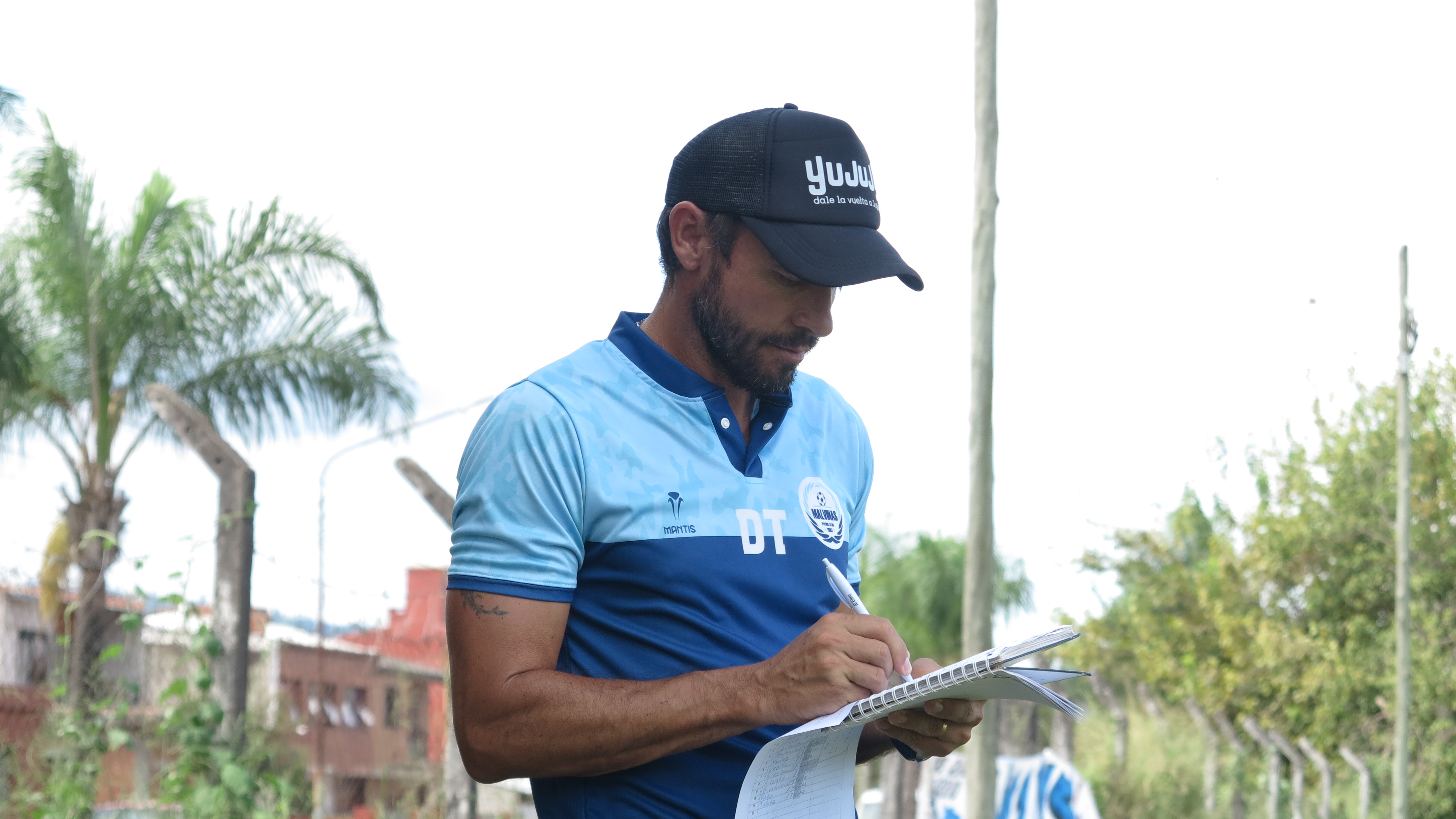

Daniel Esteban Ramasco (23 de junio de 1978, provincia de Salta, Argentina), apodado el "gato", es un exfutbolista y actual entrenador argentino que jugó en el puesto de volante. Es el jugador con más partidos del Club Atlético Gimnasia y Esgrima (Jujuy).

## Clubes

### Como jugador
| Club                                   | País      | Año         |
| -------------------------------------- | --------- | ----------- |
| Gimnasia y Tiro de Salta               | Argentina | 1997 - 2000 |
| Juventud Antoniana                     | Argentina | 2000 - 2002 |
| Gimnasia y Esgrima de Jujuy            | Argentina | 2002 - 2013 |
| Central Córdoba de Santiago del Estero | Argentina | 2013 - 2014 |
| Talleres de Perico                     | Argentina | 2014        |
| Gimnasia y Tiro de Salta               | Argentina | 2014 - 2017 |

### Como entrenador
| Club                                                       | País      | Años        |
| ---------------------------------------------------------- | --------- | ----------- |
| Gimnasia y Tiro de Salta                                   | Argentina | 2018 - 2019 |
| Gimnasia y Esgrima de Jujuy Malvinas FC Talleres de Perico | Argentina | 2022 2024   |